# چاه پلوند
روستای پلوند، روستای کوچکی است در دهستان خانکوک از توابع بخش مرکزی شهرستان فردوس ، بر اساس سرشماری سال ۱۳۸۵، جمعیت این روستا، ۲۹ نفر بوده‌است.

## موقعیت
پلوند در فاصله ۵۰ کیلومتری غرب شهر فردوس واقع شده‌است، مردمش شیعه و به گویش تونی صحبت می‌کنند.
کویر پلوند در مجاورت این روستا واقع است، در داخل کویر پلوند، منطقه حفاظت شده مظفری واقع شده‌است.